# Planeta dos Macacos (2001)
Planet of the Apes (no Brasil, em Portugal e nos PALOP, Planeta dos Macacos) é um filme norte-americano de 2001, uma fantasia científica, remake do filme de mesmo nome de 1968. Dirigido por Tim Burton, é estrelado por Mark Wahlberg, Tim Roth, Helena Bonham Carter, Michael Clarke Duncan, Paul Giamatti e Estella Warren. Com trilha sonora de Danny Elfman e roteiro baseado no livro La planète des singes de Pierre Boulle.
O filme conta a história da chegada do astronauta Leo Davidson em um planeta habitado por macacos humanóides inteligentes. Os macacos tratam os humanos como escravos, mas com a ajuda de uma macaca chamada Ari, Leo inicia uma rebelião.

## Sinopse
No ano de 2029, a bordo da estação espacial Oberon, da Força Aérea dos Estados Unidos, o astronauta Leo Davidson trabalha em estreita colaboração com os primatas, que são treinados para missões espaciais. Seu parceiro favorito de trabalho é um chimpanzé chamado Pericles. Com uma forte tempestade eletromagnética aproximando-se da estação, uma pequena nave espacial pilotada por Pericles é usada para sondar a tempestade. A nave de Pericles entra na tempestade e desaparece. Contra as ordens de seu comandante, Leo entra em outra pequena nave e sai em busca de Pericles. Ao entrar na tempestade, Leo perde contato com a Oberon e cai em um planeta desconhecido no ano 2686. Ele descobre que tal mundo é dominado por macacos humanóides com uma comunidade bem estruturada, que podem falar a linguagem humana e que caçam e escravizam os seres humanos.
Leo é logo capturado, junto com outros humanos nativos, por um grupo de macacos que os levam a uma cidade para serem vendidos por Limbo, um orangotango comerciante de escravos. Leo conhece então uma chimpanzé fêmea, batizada de Ari, que protesta contra o tratamento horrível que os humanos recebem. Ari decide comprar Leo e uma mulher chamada Daena para que eles trabalhem como empregados na casa de seu pai, o senador Sandar. Leo escapa de sua jaula e liberta outros seres humanos. Ari percebe a fuga, mas Leo consegue convencê-la a ajudá-lo em sua causa. Leo faz uma rebelião humana contra os macacos e desenvolve um triângulo amoroso com Ari e Daena. O general Thade e o coronel Attar convocam exércitos de macacos e saem em busca dos humanos fugitivos. Leo descobre Calima (o templo de "Simos"), um local proibido, porém sagrado para a religião dos macacos.
Sem concordar com a opressão imposta aos homens, Leo torna-se uma ameaça potencial ao estatuto dos primatas e dá início a uma revolução social no planeta.
Quando ele tenta voltar para o seu tempo, no Pod em que Pericles chega, atravessando novamente a tempestade magnética, ele acaba voltando no tempo, para o ano 2165, em que a Terra já está dominada por primatas, em uma estrutura como conhecemos hoje e ele vê a estátua de um antepassado do general Thade (igual ao memorial do Presidente americano Abraham Lincoln).

## Elenco e personagens

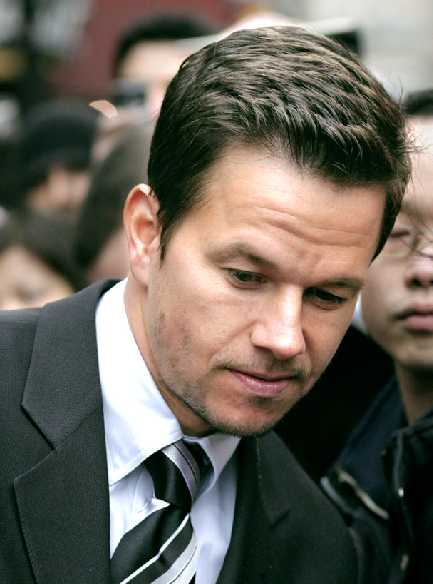
Mark Wahlberg interpreta o astronauta Leo Davidson, protagonista do filme.

- Mark Wahlberg como Leo Davidson: versão de Tim Burton do protagonista do filme original Coronel George Taylor. É um astronauta da Força Aérea dos Estados Unidos que, acidentalmente, abre um portal para um mundo habitado por macacos humanóides falantes. Leo lidera uma rebelião como líder dos humanos.
- Helena Bonham Carter como Ari: uma chimpanzé fêmea que protesta contra o modo como os humanos são tratados. Ela ajuda Leo a liderar a rebelião e também sente uma atração romântica por ele. É inspirada na personagem Zira, do filme original de 1968.
- Tim Roth como General Thade: um chimpanzé militar sádico, comandante do exército e que quer ter controle sobre a civilização dos macacos. Thade também pretende se casar com Ari, mas ela o rejeita. Ele é vagamente inspirado no General Ursus, um personagem gorila da sequência do filme original: Beneath the Planet of the Apes.
- Estella Warren como Daena: uma humana escrava que, assim como Ari, tem uma atração romântica por Leo. Ela é inspirada na personagem Nova, interpretada por Linda Harrison no filme original.
- Kris Kristofferson como Karubi: pai de Daena. Karubi é morto por macacos enquanto tentava escapar.
- Paul Giamatti como Limbo: um orangotango cômico que trabalha no ramo de comércio de humanos escravos. Limbo é capturado no conflito entre humanos e macacos e age conforme as circunstâncias para tentar sobreviver.
- Michael Clarke Duncan como Attar: um oficial militar gorila e próximo ao General Thade.
- David Warner como Sandar.
- Erick Avari .... Tival
- Luke Eberl .... Birn
- Cary-Hiroyuki Tagawa .... Krull
- Charlton Heston

## Desenvolvimento
O planejamento para um remake de Planet of the Apes começou desde 1988 com Adam Rifkin. Seu projeto foi cancelado antes do início da pré-produção. O roteiro de Terry Hayes chamado de "Return of the Apes" tinha Oliver Stone, Don Murphy e Jane Hamsher como produtores, Phillip Noyce como diretor e estrelado por Arnold Schwarzenegger.

### Década de 80
Em 1988, Adam Rifkin foi contratado pela 20th Century Fox após o presidente Craig Baumgarten ficar impressionado com seu trabalho em Never on Tuesday. Rifkin, um fã de Planet of the Apes, achou oportuno dar sequência à franquia cinematográfica. "Após realizar um filme independente, eu prometi que iria escrever e dirigir um filme atraente com um orçamento em conta, como Aliens". Rifkin foi encarregado de escrever uma sequência, "mas não uma sequência ao quinto filme, e sim uma continuação alternativa para o primeiro filme". Com influências de Spartacus, a linha narrativa do filme se concentra no "império dos macacos que alcança seu apogeu. Duke, um descendente de George Taylor, lidera uma revolta humana contra o opressivo governo de General Izan. Um verdadeiro espetáculo espada e sandália. Gladiator fez a mesma coisa, mas sem os macacos.", afirmou Rifkin.
Com o título provisório de Return to the Planet of the Apes, o projeto foi acelerado até a fase de pré-produção. Rick Baker foi contratado para conceber a maquiagem protoestética e Danny Elfman seria o compositor da trilha sonora. Inicialmente, Tom Cruise e Charlie Sheen foram considerados para protagonizar o filme. "Eu não consigo descrever a euforia que senti quando soube que eu, Adam Rifkin, iria ressuscitar o Planet of the Apes. Tudo parecia bom demais para ser verdade.", afirmou Rifkin durante a fase inicial de produção. Apenas dias antes do início da produção, a Fox sofreu mudanças em seu conselho diretor, que encontrou diferenças com a proposta criativa de Rifkin. O roteirista, então, foi incumbido de reescrever o roteiro e o projeto foi abandonado até que Peter Jackson e Fran Walsh desenvolveram sua própria ideia com o mesmo universo. Na versão de Jackson, o governo primata está preocupado com novas obras de arte, os humanos se revoltam e os macacos liberais criam um ser meio-humano a partir do gene de gorilas. Roddy McDowall ficou entusiasmado com a proposta de Jackson e concordou em interpretar o personagem principal. Contudo, os executivos contactados por Jackson não gostavam da franquia e muito menos aceitariam a entrada de McDowall. Por fim, Jackson dedicou-se a Heavenly Creatures.

### Oliver Stone
Em 1993, Don Murphy e Jane Hamsher foram contratados como produtores. Sam Raimi e Oliver Stone foram considerados para assumir a direção, apesar de que Stone fechou contrato como produtor executivo por 1 milhão de dólares. No roteiro apresentado por Stone, "ocorre a descoberta de macacos védicos congelados, que possuem os códigos numéricos bíblicos relatando o fim da humanidade".
Stone trouxe Terry Hayes para escrever o roteiro intitulado Return of the Apes. "Em um futuro próximo, uma praga acaba por extinguir a raça humana. O geneticista Will Robinson descobre que a praga é uma bomba genética em formação desde a Idade da Pedra. Ele viaja com uma colega grávida chamada Billie Rae Diamond para uma época em que humanos paleolíticos travavam guerras com macacos pelo futuro do planeta. Os macacos são comandados pelo maligno General Drak. Robinson e Billie Rae encontram uma menina chamada Aiv, o próximo nível evolutivo. É revelado que os macacos criaram o vírus para destruir a raça humana e dominar o planeta."
Peter Chernin considerou o roteiro como "um dos melhores já lidos". Chernin esperava que o trabalho de Hayes criasse uma franquia com sequências cinematográficas, séries televisivas e outros produtos. Em março de 1994, Arnold Schwarzenegger fechou contrato para viver Will Robinson desde que participasse da seleção de um diretor. Chuck Russell foi considerado para o cargo antes da contratação de Phillip Noyce em janeiro do ano seguinte. Stone contactou primeiramente Rick Baker, que havia colaborado com Rifkin na preparação cancelada anteriormente.
A diretoria da Fox acabou frustando-se com o alcance desta equipe e a interpretação das ideias de Stone, conforme Don Murphy descreveria: "Terry escreveu um Terminator e a Fox queria The Flintstones". Dylan Sellers, um dos executivos da companhia, considerou que comédia tornaria melhor o roteiro. "E se Robinson acordar em uma terra de macacos e os macacos estivessem tentando jogar baseball?", afirmou o executivo. Apesar do protesto de parte da equipe, Sellers não aceitou retirar sua cena envolvendo o baseball e demitiu Hayes quando este excluiu a cena do roteiro seguinte. Insatisfeito com a saída de Hayes, Noyce também deixou a produção de Return of the Apes para dedicar-se a The Saint.

### Columbus e Cameron
Stone dedicou-se a outros projetos, Chernin foi substituído por Thomas Rothman e Sellers sofreu um acidente automobilístico que vitimou seu amigo e foi detido pela polícia, enquanto os produtores Murphy e Hamsher foram dispensados. "Depois que eles se livraram de nós, trouxeram Chris Columbus", descreveria Murphy anos mais tarde. "Eu ouvi dizer que estavam fazendo testes para incluir macacos esquiando, o que não faziam sentido algum", acrescentou. Stan Winston havia sido mantido na concepção das maquiagens. Columbus trouxe Sam Hamm, seu colaborador no roteiro de Fantastic Four, que também não saiu do papel. "Nós tentamos fazer uma história que fosse uma homenagem aos elementos dos cinco filmes anteriores e também incorporasse bastante material da produção anterior", afirmou Hamm.

## Principais prêmios e indicações
BAFTA 2002 (Reino Unido)
- Indicado nas categorias de melhor figurino e melhor maquiagem.

Prêmio Saturno 2002 (EUA)
- Indicado nas categorias de melhor filme de ficção científica, melhor maquiagem, melhor figurino, melhor ator coadjuvante (Tim Roth) e melhor atriz coadjuvante (Helena Bonham Carter).

Satellite Awards 2002 (EUA)
- Indicado na categoria de melhor figurino.

Framboesa de Ouro 2002 (EUA)
- Venceu na categoria de pior remake ou sequência, pior ator codjuvante (Charlton Heston) e pior atriz coadjuvante (Estella Warren).